# Ormond Beach
Ormond Beach ist eine Stadt im Volusia County im US-Bundesstaat Florida mit 43.080 Einwohnern (Stand: 2020).
Sie ist nach Deltona und Daytona Beach die drittgrößte Stadt der MSA Deltona–Daytona Beach–Ormond Beach.

## Geographie
Ormond Beach liegt am Atlantischen Ozean sowie am Intracoastal Waterway und grenzt an die Städte Daytona Beach und Holly Hill. Die Stadt liegt rund 35 Kilometer nordöstlich von DeLand sowie 90 Kilometer nördlich von Orlando.

## Geschichte
Das Gebiet um die heutige Stadt Ormond Beach war ursprünglich vom Stamm der Timucuan besiedelt.
In der Folge des Siebenjährigen Krieges war Florida im Tausch gegen Kuba von Spanien an Großbritannien gelangt. Darauf erlebte das Land eine kurze Blüte, als sich weiße Farmer und Siedler niederließen und Plantagen gründeten, auf denen vor allem Reis und Indigo angebaut wurden. 1783 gelangte Spanien erneut in den Besitz des Gebiets, worauf viele Briten es verließen. Es verblieb bei Spanien, bis es 1821 Einflussgebiet der Vereinigten Staaten (United States Territory) wurde. Noch unter spanischer Herrschaft erhielten die Familien von James und George Anderson, von Captain James Ormond I und die Familie Dumette die Bewilligung zur Niederlassung. Captain Ormond wurde 1817 von einem entlaufenen Sklaven ermordet. Neben dem Anbau von Zucker und Baumwolle wurde nun in bescheidenem Rahmen auch Schiffbau betrieben. Es entstanden sowohl Handels- als auch Kriegsschiffe für die US-Marine. 1835 entwickelte sich aus einem Konflikt um Jagd- und Fischereirechte, vor allem aber um die Bewegungsfreiheit der Angehörigen des Stammes der Seminolen, ein blutiger Konflikt, der als Zweiter Seminolenkrieg in die Geschichtsbücher einging. In dessen Folge mussten die Siedler nach St. Augustine evakuiert werden. Die Plantagen wurden zerstört.
In der Zeit nach dem  Sezessionskrieg (1861–1865) begannen sich eiserne Schiffsrümpfe durchzusetzen. Damit wurde der Bau von hölzernen Schiffen aus dem eigenen Eichenholz unrentabel. In den 1870er Jahren begann der Anbau von Orangen. Einheimische und ehemalige Erntearbeiter der Corbin Lock Company aus New Britain, Connecticut gründeten 1875 den Ort New Britain. Bereits 1880 wurde er zur Erinnerung an den Pionier an Captain Ormond umbenannt. John Anderson und J.D. Price errichteten das Ormond Hotel, das zu Silvester 1887 feierlich eröffnet wurde. Es gelangte bald in den Besitz des Eisenbahn-Magnaten und Touristik-Pioniers Henry Morrison Flagler, der es zu einem exklusiven Winteraufenthaltsort für 600 Gäste ausbaute. So wurde Ormond einer der ersten Winter-Resorts in Florida. Zu den frühen Gästen des Hauses gehörte auch John D. Rockefeller. Ihm gefiel Ormond so gut, dass er sich hier 1917 einen eigenen Wohnsitz kaufte.
Anderson und Price bauten das touristische Angebot mit geführten Touren im Dampfwagen aus. Sie stellten mit W. J. Morgan einen Promotor für Motorsportanlässe an, welche ab 1902 durchgeführt wurden. Mehrere Geschwindigkeits-Weltrekorde wurden auf dem Sandstrand von Ormond Beach aufgestellt. Das Geschehen verlagerte sich nach kurzer Zeit überwiegend an die benachbarte Daytona Beach. An der Grenze zur Daytona Beach entstand ein Clublokal mit Garage für die Rennwagen. Als einer der ersten Orte in den USA mit regelmäßigem Rennbetrieb bezeichnet sich Ormond Beach mit einiger Berechtigung als Birthplace of Speed. Seit 2003 findet unter diesem Namen ein Winter-Event mit historischen Fahrzeugen am Strand von Ormond Beach statt.
In den 1930er-Jahren verdrängten Orte wie Palm Beach oder Jekyll Island Ormond als mondäne Winter-Resorts. 1937 starb John D. Rockefeller in Ormond in seinem Anwesen Casements. Auf Umwegen gelangte es später in den Besitz der Stadt und wird heute als Kultur- und Gemeindezentrum genutzt. 1949 wurde der Ort in Ormond Beach umbenannt. Vom alten Ormond ist vieles nicht erhalten geblieben. Die Rennwagen-Garage brannte 1976 samt der mittlerweile darin enthaltenen Sammlung historischer Fahrzeuge ab. Das Ormond Hotel wurde 1992 abgebrochen.

## Demographische Daten
Laut der Volkszählung 2010 verteilten sich die damaligen 38.137 Einwohner auf 19.576 Haushalte. Die Bevölkerungsdichte lag bei 571,8 Einw./km². 92,2 % der Bevölkerung bezeichneten sich als Weiße, 3,2 % als Afroamerikaner, 0,2 % als Indianer und 2,3 % als Asian Americans. 0,6 % gaben die Angehörigkeit zu einer anderen Ethnie und 1,5 % zu mehreren Ethnien an. 4,1 % der Bevölkerung bestand aus Hispanics oder Latinos.
Im Jahr 2010 lebten in 22,3 % aller Haushalte Kinder unter 18 Jahren sowie 42,2 % aller Haushalte Personen mit mindestens 65 Jahren. 63,2 % der Haushalte waren Familienhaushalte (bestehend aus verheirateten Paaren mit oder ohne Nachkommen bzw. einem Elternteil mit Nachkomme). Die durchschnittliche Größe eines Haushalts lag bei 2,21 Personen und die durchschnittliche Familiengröße bei 2,72 Personen.
19,2 % der Bevölkerung waren jünger als 20 Jahre, 16,0 % waren 20 bis 39 Jahre alt, 29,5 % waren 40 bis 59 Jahre alt und 35,4 % waren mindestens 60 Jahre alt. Das mittlere Alter betrug 51 Jahre. 47,2 % der Bevölkerung waren männlich und 52,8 % weiblich.
Das durchschnittliche Jahreseinkommen lag bei 48.427 $, dabei lebten 11,7 % der Bevölkerung unter der Armutsgrenze.
Im Jahr 2000 war Englisch die Muttersprache von 92,80 % der Bevölkerung, spanisch sprachen 2,71 % und 4,49 % hatten eine andere Muttersprache.

## Sehenswürdigkeiten
Folgende Objekte sind im National Register of Historic Places gelistet:
| - John Anderson Lodge - Anderson-Price Memorial Library Building - Casements Annex - The Casements - Dix House - The Hammocks - Lippincott Mansion - Nocoroco | - Ormond Fire House - Ormond Hotel - Ormond Yacht Club - The Porches - Rowallan - Talahloka - Three Chimneys Archaeological Site |

## Verkehr
Das Stadtgebiet wird von der Interstate 95, dem U.S. Highway 1 (SR 5) sowie den Florida State Roads A1A, 5A und 40 durchquert.
Durch die Stadt führt die Güterbahnstrecke der Florida East Coast Railway.
Ormond Beach besitzt mit dem Ormond Beach Municipal Airport einen eigenen Flugplatz. Der nächste größere Flughafen ist jedoch der rund zehn Kilometer südlich gelegene Daytona Beach International Airport.

## Kriminalität
Die Kriminalitätsrate lag im Jahr 2010 mit 335 Punkten (US-Durchschnitt: 266 Punkte) im durchschnittlichen Bereich. Es gab 13 Vergewaltigungen, 14 Raubüberfälle, 224 Körperverletzungen, 277 Einbrüche, 1.050 Diebstähle, 58 Autodiebstähle und eine Brandstiftung.